# 덴 쉬 파운드 미
《덴 쉬 파운드 미》(영어: Then She Found Me)는 2008년 개봉한 미국의 코미디 드라마 영화이다. 1990년에 출간된 동명 소설이 원작이다.

## 출연진
- 헬렌 헌트 - 에이프릴 에프너 역
- 벳 미들러 - 버니스 그레이브스 역
- 콜린 퍼스 - 프랭크 역
- 매슈 브로더릭 - 벤 그린 역
- 벤 솅크먼 - 프레디 에프너 역
- 살만 루슈디
- 존 벤저민 히키
- 린 코언
- 매기 시프
- 토미 넬슨